# Oberburg (Fronhausen)
Die Oberburg in Fronhausen ist eine ursprüngliche Wasserburg in der Rathausstraße der Gemeinde Fronhausen im Landkreis Marburg-Biedenkopf in Hessen.

## Geschichte
Ab 1159 ist Fronhausen als Mittelpunkt einer Immunität des Reichsstiftes Essen bezeugt, dessen Fronhof vermutlich oberhalb der Oberburg lag. Der vom Stift eingesetzte Vogt hatte auf der Ende des 13. Jahrhunderts erbauten Oberburg seinen Sitz. 1367 wurde nach der Erbteilung die Unterburg durch Craft Vogt von Fronhausen als hessisches Lehen erbaut. Im Dreißigjährigen Krieg brannte die Oberburg zum Teil ab. Sie wurde ab 1692 als Brauhaus genutzt. 1851 kam die Oberburg an einen Gastwirt und begann zu verfallen. Sie kam später wieder in den Besitz der Schenken zu Schweinsberg und ist heute wieder in Privatbesitz.

## Beschreibung
Von der ursprünglich kleinen Wasserburg ist noch der spätmittelalterliche Steinbau, 1974 zum Wohnhaus ausgebaut, erhalten. Aus dem 14. Jahrhundert sind Arbeiten an der Burg bezeugt, die Fundamente sind wohl älter zu datieren. Geländespuren weisen noch auf eine ehemalige die Burg umgebende Ringwallanlage hin.